# Cseszneky család

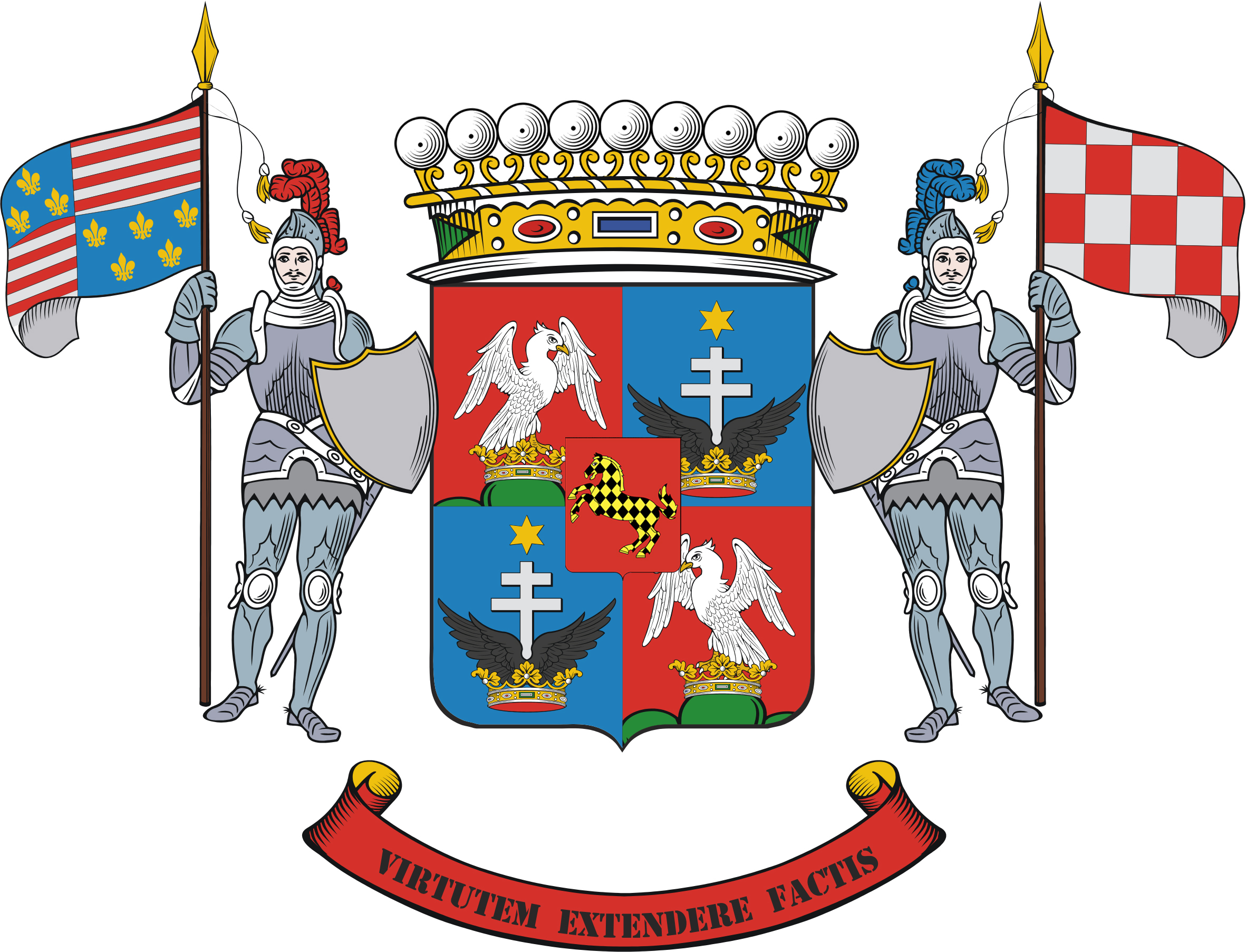
A Cseszneky család címere

A cseszneki és milványi nemes és gróf Cseszneky család feltételezhetően a Bána nemzetségből származó dunántúli eredetű nemesi család, mely ősi fészkéről, Csesznek váráról vette nevét. Egyes kutatók Ketel vezért tartják a Bána nemzetség ősatyjának.
Birtokaik főleg Győr, Sopron, Veszprém, Komárom, Pozsony, Fejér, Trencsén, Hont, Szerém és Pozsega vármegyében feküdtek, de a javak többsége a török pusztításai következtében a 18. századra elenyészett, s a família egy része Bács-Bodrog vármegyébe költözött. A család tagjai főleg katonai pályán tűntek ki. A Cseszneky család leszármazottai ma Magyarországon, Brazíliában, az Egyesült Államokban, Franciaországban és Angliában élnek.

## Címer
A család ősi nemesi címere: Kék mezőben zöld hármashalmon aranykoronából kiemelkedő fehér galamb (gerlice). Sisakdísz: Kiterjesztett fekete sasszárny, melyből középen ezüst kettőskereszt emelkedik ki, s fölötte hatágú csillag. A főnemesi ág az ősi címer bővített változatát használta.

## A család nevezetes tagjai
- Bána nembeli Apa, ispán, a család első ismert őse
- Bána nembeli Mihály, királyi főlovászmester, bolondóci várispán
- Cseszneky Jakab, trencséni ispán, király kardhordozó, Csesznek építtetője
- Cseszneky János, főúr, Csesznek birtokosa
- Cseszneky Lőrinc, főúr, Anjou-párti oligarcha
- Cseszneky Pál, királyi kardhordozó
- Cseszneky György, tatai várnagy, a győri vár udvarbírája, majd kapitánya
- Cseszneky János, győri gyalogoskapitány
- Cseszneky Mihály, várpalotai fővitéz
- Cseszneky Mátyás huszárkapitány
- Cseszneky Benedek, birtokos, diplomata
- Cseszneky Erzsébet, mecénás, Bél Mátyás polihisztor édesanyja
- Cseszneky Imre, mezőgazdász, 1848-49-es nemzetőr
- Cseszneky Gyula, műfordító, katonatiszt, horvát királyi tanácsos
- Cseszneky Miklós, külpolitikai szakértő